# دونالد جويس هال الأب
دونالد جويس هال الأب (بالإنجليزية: Donald J. Hall, Sr.)‏ هو شخصية أعمال أمريكي، ولد في 1928 في كانساس سيتي في الولايات المتحدة.

## وصلات خارجية
- دونالد جويس هال الأب على موقع إن إن دي بي (الإنجليزية)